# واين ألان هارولد
واين ألان هارولد (بالإنجليزية: Wayne Alan Harold)‏ هو مخرج أمريكي، ولد في 7 نوفمبر 1964.

## روابط خارجية
- واين ألان هارولد على موقع IMDb (الإنجليزية)
- واين ألان هارولد على موقع قاعدة بيانات الفيلم (الإنجليزية)